# Lycophris
Lycophris es un género de foraminífero bentónico de estatus incierto, aunque considerado un sinónimo posterior de Nummulites de la familia Nummulitidae, de la superfamilia Nummulitoidea, del suborden Rotaliina y del orden Rotaliida. Su especie-tipo era Lycophris lenticularis. Su rango cronoestratigráfico abarcaba el Holoceno.

## Clasificación
Lycophris incluía a las siguientes especies:
- Lycophris dispansus
- Lycophris ephippium
- Lycophris faujasii
- Lycophris lenticularis